# トーキング・ティンバクトゥー
『トーキング・ティンバクトゥー』（Talking Timbuktu）は、マリ共和国のギタリスト、アリ・ファルカ・トゥーレとアメリカ合衆国のギタリスト、ライ・クーダーが1994年に連名で発表したスタジオ・アルバム。

## 背景
トゥーレとクーダーは1992年の夏にロンドンで出会いを果たし、1993年9月にトゥーレが渡米していた折に、本作が制作された。ワールド・サーキット・レコードのプロデューサーのニック・ゴールドによれば、たまたまトゥーレがゴールドのアパートに滞在していた時に、クーダーからトゥーレと共演したいという電話があったとのことで、「とんでもない偶然だったよ」と振り返っている。レコーディングは2日半で完了し、大部分の曲はファースト・テイクがそのまま収録された。
収録曲のうち「セガ」と「バンガ」は、トゥーレおよび打楽器奏者2人による演奏で、クーダーは参加していない。

## 評価
第37回グラミー賞では最優秀ワールドミュージック・アルバム賞を受賞し、トゥーレ初のグラミー受賞を果たした。
ロン・ウィンはオールミュージックにおいて5点満点中3点を付け「アリ・ファルカ・トゥーレは度々、アフリカの伝統音楽とアメリカの同時代の音楽の橋渡しをしてきたギタリストで、本作でもそうした伝統が貫かれている」と評している。また、『CDジャーナル』のミニ・レビューでは「マリの音楽と米国のルーツ・ミュージックが地下で繋がっている、そんな感慨も」と評されている。

## 収録曲
特記なき楽曲はアリ・ファルカ・トゥーレ作。
1. ボンデ - Bonde - 5:28
2. スコラ - Soukora - 6:05
3. ゴムニ - Gomni - 7:00
4. セガ - Sega - 3:10
5. アマンドライ - Amandrai - 9:23
6. ラシダン - Lasidan - 6:06
7. ケイト - Keito - 5:42
8. バンガ - Banga - 2:32
9. アイ・ドゥ - Ai Du - 7:09
10. ジャラビ - Diaraby (Traditional) - 7:26

## 参加ミュージシャン
- アリ・ファルカ・トゥーレ - ボーカル、エレクトリック・ギター、アコースティック・ギター、6弦バンジョー、Njarka、パーカッション
- ライ・クーダー - エレクトリック・ギター、アコースティック・ギター、ジュンブシュ、タンブーラ、マンドリン、ムビラ、マリンバ、アコーディオン
- ハマ・サンカレ - カラバッシュ、コーラス
- ウマル・トゥーレ - コンガ、ボンゴ、コーラス
- ジョン・パティトゥッチ - アコースティック・ベース(on #5)、ベース・ギター(on #6, #9)
- ジム・ケルトナー - ドラムス(on #5, #6, #9)
- クラレンス・"ゲイトマウス"・ブラウン - エレクトリック・ギター(on #6)、ヴィオラ(on #9)